# 瓦瑟河
47°42′41″N 24°25′13″E / 47.7113°N 24.4203°E

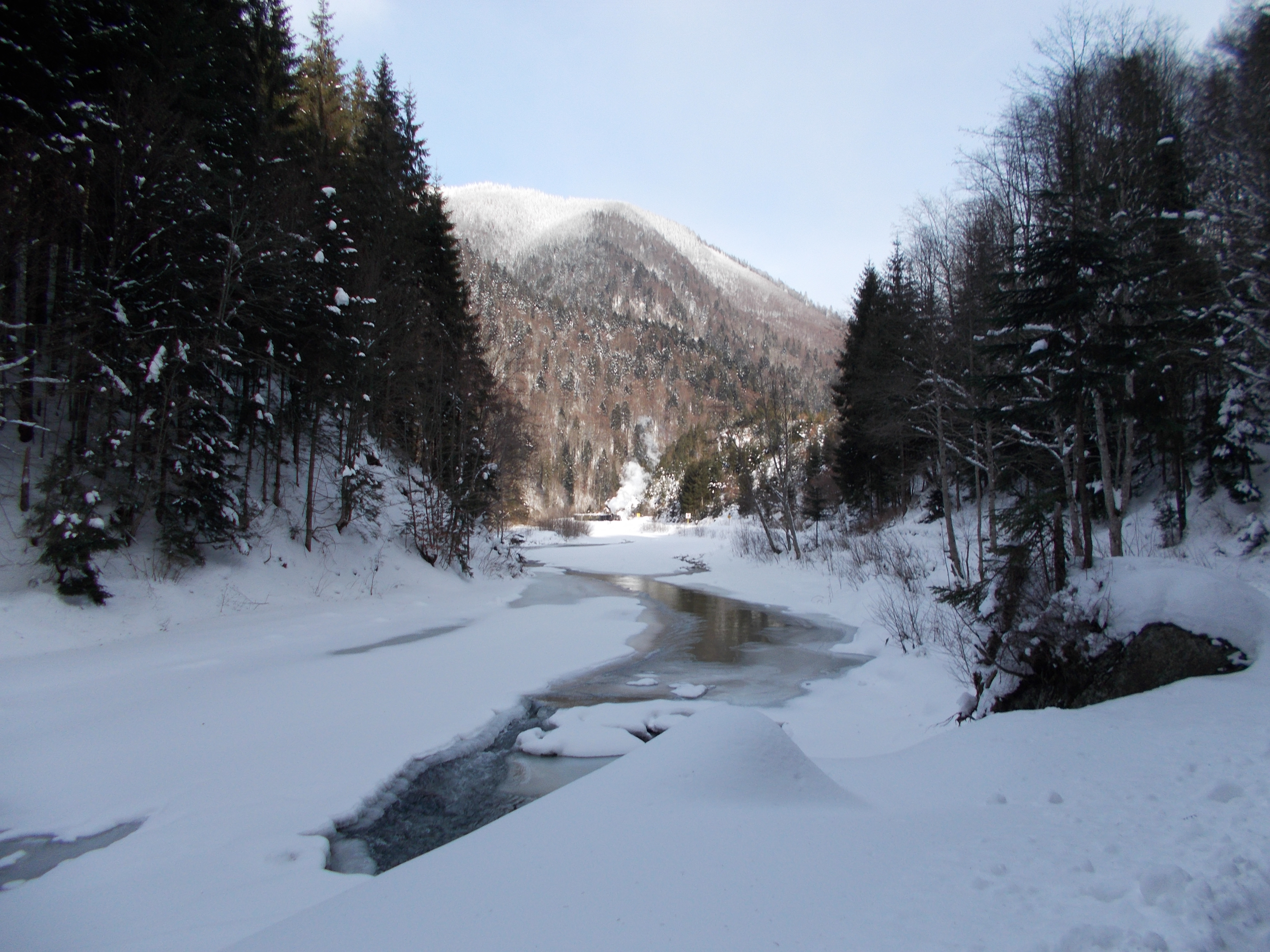

瓦瑟河是羅馬尼亞的河流，屬於維塞烏河的右支流，河道全長48公里，流域面積410平方公里，河口處在上維謝烏，該河谷是重要的旅遊景點。